# ريتا لونش
ريتا لونش (بالإنجليزية: Rita Lynch)‏ هي مغنية مؤلفة وعازفة قيثارة بريطانية، ولدت في 1959.